# Famille Cochin
Pour les articles homonymes, voir Cochin.
La famille Cochin est une famille subsistante de la noblesse française. Issue de la bourgeoisie parisienne, elle accéda à la noblesse en 1748 par la fonction anoblissante d'échevin de Paris.
Elle compte parmi ses membres des administrateurs à Paris, des hommes politiques dont un ministre, un préfet, des historiens, etc.

## Histoire
Gustave Chaix d'Est-Ange écrit en 1912 : « La famille Cochin, qui depuis deux siècles a fourni tant d'hommes éminents, est originaire de Paris où, dès le XVIe siècle, elle occupait dans la bourgeoisie un rang distingué. Un de ses membres, Charles Cochin, sieur de Combreulx, marchand bourgeois et juge-consul de Paris, fut nommé échevin de cette ville en 1560. N... Cauchin, procureur au Grand Conseil, et Pierre Cochin, marchand épicier et bourgeois de Paris, firent enregistrer leur blason à l'Armorial général de 1696. »
Une branche éteinte fut anoblie par charge en 1739. Gustave Chaix d'Est-Ange écrit à ce sujet : « Henri Cochin, né à Paris le 10 juin 1687, célèbre avocat au Parlement de cette ville, administrateur de l'Hôtel-Dieu et des incurables, fut pourvu le 17 avril 1739 de l'office anoblissant de conseiller du roi, Maison et couronne de France. »
La branche actuellement subsistante a été anoblie en 1748 par la fonction d'échevin de Paris. Gustave Chaix d'Est-Ange écrit : « Cyr-Claude Cochin, né en 1698, botaniste réputé, fut nommé échevin de Paris en 1748, fonction anoblisssante à titre héréditaire. »
Jacques-Denys Cochin (1757-1837), député du 7e arrt de Paris et maire du 12e, avocat, avait reçu le titre héréditaire de baron, sur promesse d'institution de majorat, par ordonnance de Louis XVIII de mars 1820 mais il négligea d'instituer son majorat et les lettres patentes ne furent jamais délivrées.
La famille Cochin a été admise à l'ANF, en 1997.

## Filiation
- Claude-Denys Cochin, marchand mercier à Paris (né à Montlhéry en 1656), il épouse Marie-Claude Paris (fille de Denis Paris, greffier de l'écritoire), ils ont entre autres enfants :
  - Claude-Denys Cochin (1698-1786), botaniste, échevin de Paris en 1748, doyen des anciens juges consuls, doyen des anciens échevins de Paris, doyen des grands messagers jurés de l'Université, doyen des quarante porteurs de la châsse de Sainte Geneviève, doyen des commissaires des pauvres, doyen des marguilliers de la paroisse Saint-Benoît, etc. Il épouse en 1720 Gabrielle Levé, dont :
    - Claude-Denys Cochin (1724-1796), administrateur des hôpitaux de Paris ; épouse en 1749 Marie-Anne Henry (fille de Pierre Henry, marchand bourgeois de Paris).
      - Jacques-Denis Cochin (1757-1837), député du 7e arrondissement de Paris, maire du 12e arrondissement de Paris, avocat, fils de Claude-Denys ; épouse en 1783 Angélique Matigny de La Boissière (fille de Jean Baptiste Nicolas Matigny de La Boissière, seigneur du Plessis-Brion, maitre des eaux et forêts, et trésorier de France à Soissons).
        - Jean-Denis Cochin (1789-1841), député et maire du 12e arrondissement de Paris, administrateur des hospices de Paris, fondateur de la première salle d'asile de Paris, avocat au conseil d'État et à la Cour de cassation ; épouse en 1820 Augustine Benoist (fille de Pierre-Vincent Benoist, député et ministre).
          - Augustin Cochin (1823-1872), préfet de Seine et Oise, maire du 10e arrondissement de Paris, membre de l'Académie des sciences morales et politiques, administrateur des hospices de Paris et écrivain français ; épouse en 1849 sa cousine germaine Adeline Benoist d'Azy (fille de Denis Benoist d'Azy, député).
            - Denys Cochin (1851-1922), ministre d’État dans le cabinet Briand (29 octobre 1915 - 12 décembre 1916), puis sous-secrétaire d’État aux Affaires étrangères, député de la Seine, maire du Coudray-Montceaux, membre de l’Académie française, écrivain ; épouse en 1876 Hélène Péan de Saint-Gilles.
              - Augustin Cochin (1876-1916), historien, chartiste, capitaine du 146e régiment d'infanterie.

            - Henry Cochin (1854-1926), député du Nord, maire de Saint-Pierre-Brouck (Nord), membre de l'Académie des inscriptions et belles-lettres, historien, écrivain ; épouse en 1883 Thérèse-Marie Arnaud-Jeanti (fille d'Edouard Arnaud-Jeanti, raffineur, maire d'Évry).
              - Claude Cochin (1883-1918), député du Nord, historien, chartiste ; épouse en 1915 Yvonne Fenaille (fille de Maurice Fenaille, mécène). Son fils Philippe est à l'origine de la branche Cochin de Billy.
              - Sabine Cochin (1899-1972), engagée dans un réseau de la Résistance durant la Seconde Guerre mondiale, elle est à la fin du conflit élue à la mairie de Vannes mais refusera ce poste. Elle est la première femme en France à avoir été élue à un poste administratif. Elle est entre autres la mère d'Agnès de La Barre de Nanteuil.

    - Jean-Denis Cochin (1726-1783), curé de la paroisse Saint-Jacques-du-Haut-Pas (Paris 5e arrt), fondateur de l’hospice qui devient l’Hôpital Cochin.

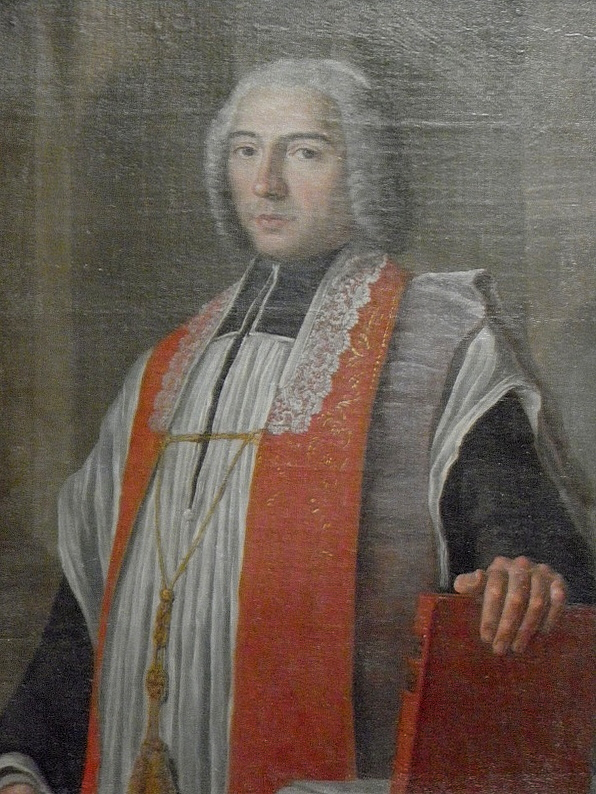
Jean-Denis Cochin (1726-1783)
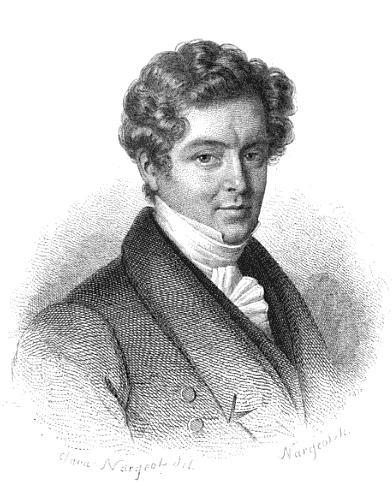
Jean-Denis Cochin (1789-1841)
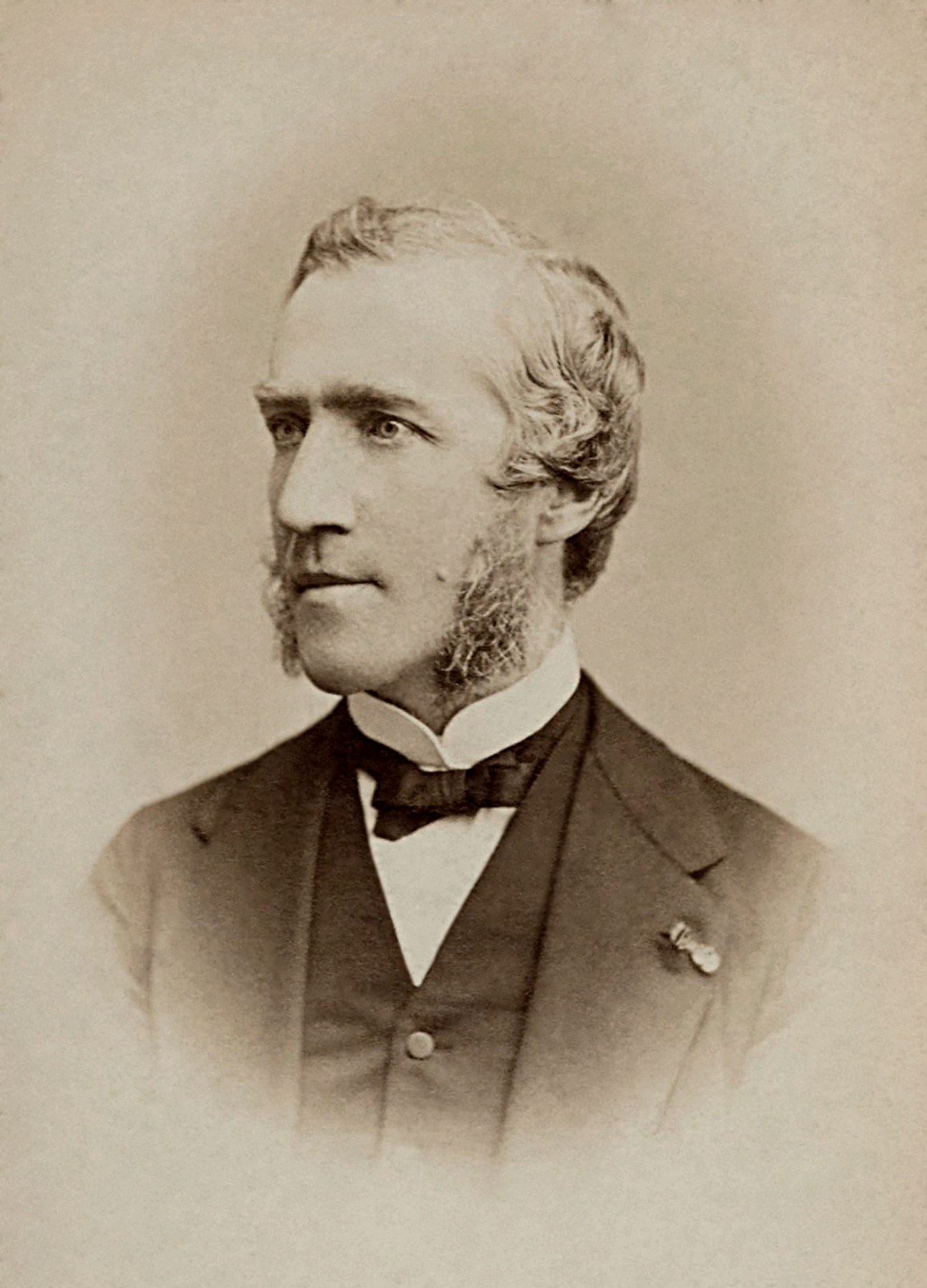
Augustin Cochin (1823-1872)
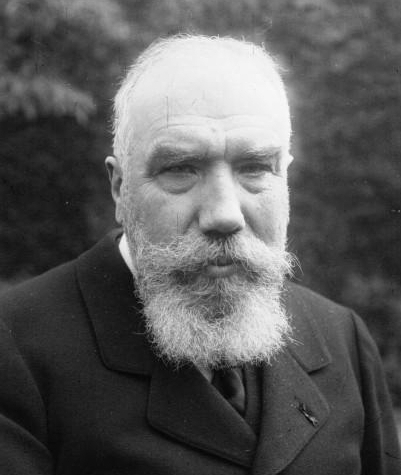
Denys Cochin (1851-1922)
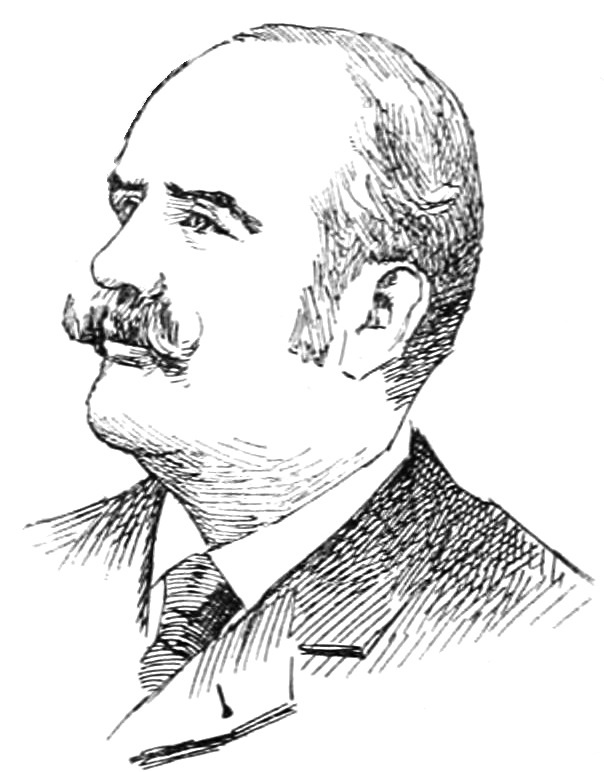
Henry Cochin (1854-1926)
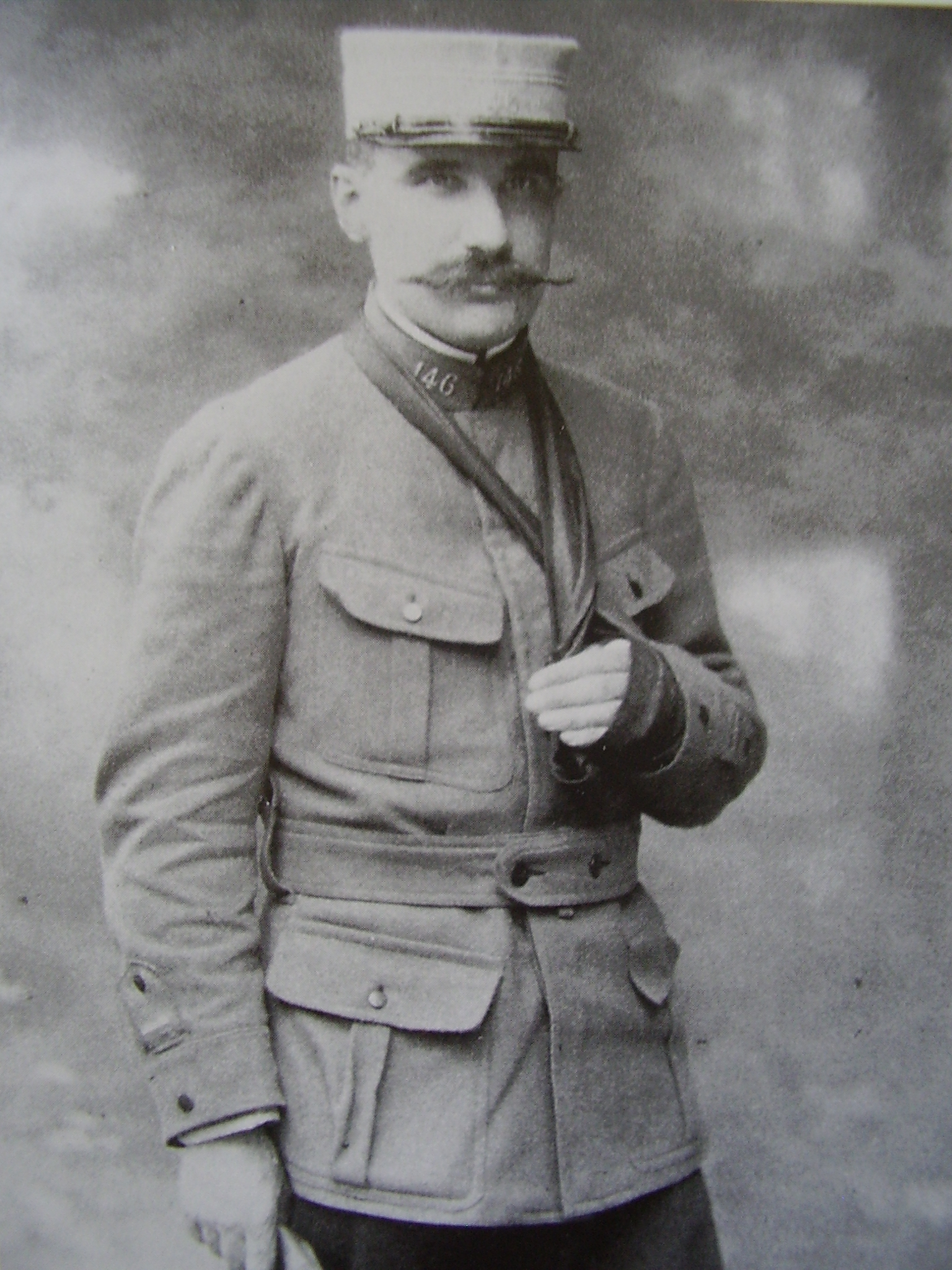
Augustin Cochin (1876-1916)
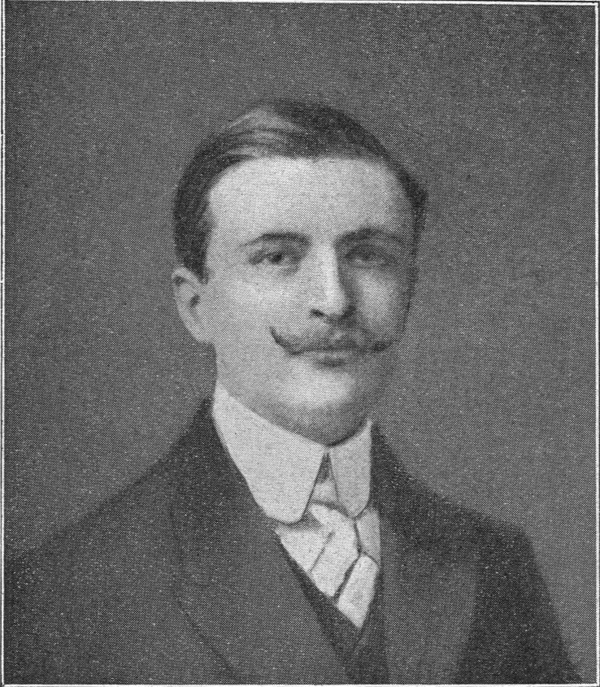
Claude Cochin (1883-1918)

## Alliances
Les principales alliances de la famille Cochin sont : Matigny de La Boissière (1788), Carron de La Carrière (1816), Benoist (1820), Benoist d'Azy (1849), Péan de Saint-Gilles (1876), Arnaud-Jeanti (1883), d'Astorg (1905), de Ghaisne de Bourmont (1906), de Guéhéneuc de Boishüe (1907), de La Motte Saint-Pierre (1907), Quenault de La Groudière (1909), Firmin-Didot (1911), Morisson de La Bassetière (1912), Fenaille (1915), Millon de La Verteville (1919), Le Couteulx de Caumont (1919), de La Barre de Nanteuil (1921), de Galard Terraube (1936), de Menthon (1940), de Frévol d'Aubignac de Ribains (1947), des Prez de la Morlais (1948), de Foras (1966), de Bourbon-Siciles (1977), de Montalembert (1982).

## Armoiries
- Armes anciennes enregistrées à l'Armorial général de 1696 par N... Cauchin, procureur au Grand Conseil, et Pierre Cochin, marchand épicier et bourgeois de Paris[2] :
  - D'azur à un chevron d'or accompagné en chef de deux coqs d'or et en pointe d'une tour d'argent. (elles étaient portées par Denys Cochin, anobli en 1748)[2]
- Armes modernes portées aujourd'hui :
  - D'azur à un coq d'or posé sur une montagne d'argent surmonté de trois étoiles d'argent posées en chef[5],[2]

## Postérité
- Hôpital Cochin, à Paris, du nom de l’abbé Jean-Denis Cochin, curé de la paroisse Saint-Jacques-du-Haut-Pas (1726-1783) ;
- Rue Cochin, à Paris, du nom de Jean-Denis Cochin, député et maire du 12e arrt de Paris (1789-1841) ;
- Place Denys-Cochin, à Paris, et rue Denys Cochin à Bondy, du nom de Denys Cochin, ministre d’État dans le cabinet Briand (29 octobre 1915 - 12 décembre 1916), puis sous-secrétaire d’État aux Affaires étrangères (1851-1922). Des rues Denys Cochin existent également à Dreux (28) et à Bondy (93).
- Rue Capitaine Cochin, à Lesménils (Meurthe-et Moselle), du nom de Jacques Cochin, fils de Denys Cochin, mort pour la France aux combats du Xon le 14 février 1915.

## Pour approfondir